# Партія зелених (Швейцарія)
Партія зелених Швейцарії (нім. GRÜNE Schweiz; фр. Les VERT-E-S suisses; італ. VERDI svizzeri; ромш. VERDA svizra) — швейцарська зелена політична партія лівоцентристського спрямування. Заснована у травні 1983 року на базі регіональних зелених об'єднань 1970-х років, партія відтоді перетворилася на важливу силу в політиці країни. Партія зелених представлена у Федеральні збори Швейцарії
та є найбільшою серед партій, що не мають свого представника у семичленному федеральному уряді.
Ідеологія партії поєднує охорону довкілля і клімату з соціальною справедливістю та гендерною рівністю, а в зовнішній політиці партія виступає за мир, права людини і тісніші зв'язки з Європейським Союзом. Партія зелених Швейцарії є членом Європейської партії зелених і Глобального зеленого руху. Партія співпрацює зі швейцарськими соціал-демократами та іншими прогресивними силами, часто утворюючи своєрідний «ліво-зелений» альянс для просування спільних ініціатив.

## Історія
Перші зелені осередки в Швейцарії виникли на початку 1970-х, зокрема 1971 року в кантоні Невшатель була створена перша регіональна зелена партія. Вони об'єднували екологічних активістів, противників будівництва автобанів та атомних станцій, учасників пацифістського та феміністичного рухів, прибічників прямої демократії. 1979 року Даніель Брела (кантон Во) став першим представником зелених у Національній раді (нижній палаті парламенту) Швейцарії і водночас першим зеленим депутатом у національному парламенті у світі. Національна «Партія зелених Швейцарії» (скорочено ПЗ) офіційно постала у травні 1983 року як федерація кількох кантональних екологістських груп. Спочатку до неї увійшли поміркованіші прихильники зеленого руху, тоді як радикальніші ліво-альтернативні екогрупи утворили окремий «Зелений альянс» (ЗА). Партію очолила Моніка Цінгг, яка 1985 року стала першою жінкою-головою загальношвейцарської політичної партії. Екологічна тематика, особливо після катастроф 1986 року — аварії на Чорнобильській АЕС та хімічної пожежі на заводі Sandoz у Базелі — вийшла на перший план громадських дебатів. На хвилі зростання екологічної свідомості зелені здобули перші серйозні успіхи на виборах 1987 року, отримавши близько 5 % голосів і 9 місць у Національній раді. Для порівняння, лівий «Зелений альянс» здобув лише 1 мандат, після чого чимало його членів приєдналися до Зелених, а сам альянс незабаром розпустився.
1993 року Партія зелених об'єдналася з кількома дрібними лівими партіями, зміцнивши свої лави. У цей період вона еволюціонувала з суто екологічної протестної сили до ліво-реформістської партії, що приділяла велику увагу соціальній політиці. У середині 1990-х зелені дедалі активніше просували питання соціального забезпечення, захисту прав найуразливіших верств і гендерної рівності, часто співпрацюючи з Соціал-демократичною партією (СП) та профспілками. Партія виступала за розбудову соціальної держави, пропонуючи прогресивні реформи: так, 1996 року зелені ініціювали два всенародні референдуми щодо пенсійної системи (зокрема, про гнучкий вихід на пенсію з 62 років), намагаючись поєднати екологічні та соціальні цілі шляхом запровадження екоподатку для фінансування пенсійного фонду. Хоча виборці тоді відхилили ці ініціативи, одна з них набрала значні 46 % підтримки, що стало символічним успіхом для партії. У той же час у 1990-х партія пережила і внутрішні труднощі: частина членів критикувала посилення лівих акцентів. Зокрема, 1992 року зелені (переважно німецькомовного регіону) виступили проти приєднання Швейцарії до Європейської економічної зони, хоча їхні франкомовні колеги підтримували євроінтеграцію. Це викликало внутрішні розбіжності та тимчасову втрату частини електорату. Наприкінці 1990-х партія змінила позицію щодо Європи, висловившись за переговори про вступ до ЄС.
На початку 2000-х, після певного застою, зелені знову почали нарощувати підтримку і 2003 року домоглися суттєвих успіхів на виборах. Проте невдовзі назрів зелений розкол: 2004 року група членів цюрихського осередку, незгодних із лівим економічним курсом партії, відкололася та заснувала 2007 року окрему Зелену ліберальну партію (ЗЛП). Новостворена ЗЛП позиціонувала себе як «зелених для лібералів», орієнтованих на ринкові підходи, і почала відбирати голоси в традиційних зелених з боку більш поміркованого, центристського електорату. Відтоді Партія зелених змагалася за виборців вже на двох фронтах — із соціал-демократами ліворуч та з зеленими лібералами праворуч. Попри це, в екологічних та соціально-політичних питаннях всі три сили (СП, Зелені і ЗЛП) часто діяли узгоджено як прогресивний табір. 2007 року зелені досягли на той час рекордного результату — 9,6 % голосів на виборах до Національної ради, закріпившись як повноцінна парламентська партія. Хоча на виборах 2011 року їхній результат дещо знизився (частково через конкуренцію з ЗЛП), вже в другій половині 2010-х екологічна тематика знову набрала популярності на тлі глобальних кліматичних протестів.
Парламентські вибори восени 2019 року стали історичними для Партії зелених. На тлі масових кліматичних страйків і зростання екологічної свідомості виборців партія подвоїла свій результат порівняно з 2015 роком, здобувши 13,2 % голосів — найвищий показник за всю історію. У Національній раді зелені отримали 28 мандатів (на 17 більше, ніж у попередньому скликанні) і стали четвертою за чисельністю фракцією, вперше випередивши центристську Християнсько-демократичну народну партію. Цей успіх, охрещений медіа «зеленою хвилею», супроводжувався також різким зростанням частки жінок у фракції зелених — після виборів 2019 року жінки становили близько 60 % депутатів від партії. Вражаючий результат 2019 року актуалізував питання про представництво зелених у Федеральній раді. Партія висунула свою тодішню очільницю Регулу Ріц на виборах федерального уряду, претендуючи на місце замість християнських демократів. Однак парламентська більшість відмовилася порушувати усталену «магічну формулу» розподілу урядових посад, і кандидатура зелених не набрала достатньо голосів.

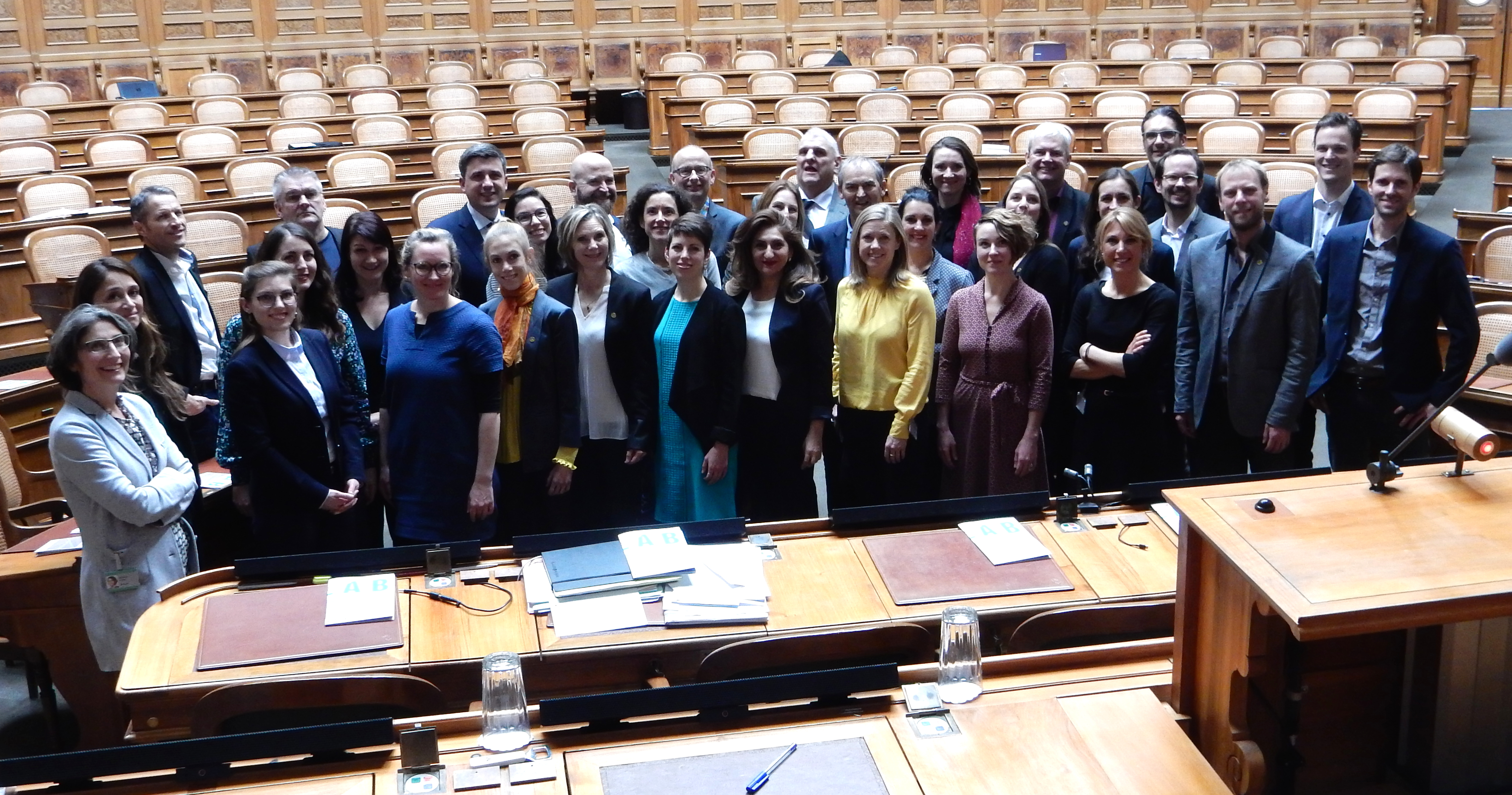
Фракція зелених після парламентських виборів 2019 року

Опинившись поза урядом, Партія зелених продовжила діяти як опозиційна сила, просуваючи свої ініціативи через парламент і референдуми. У червні 2021 року партію спіткала невдача на референдумах: громадяни відхилили одразу три екологічні пропозиції — новий закон про CO₂ та дві ініціативи щодо заборони пестицидів, попри те що всі вони були центральними для зеленої програми. Натомість у червні 2023 року зелені святкували перемогу: на референдумі було ухвалено Закон про кліматичний захист (так званий «льодовиковий закон»), який став більш амбітним контрпроєктом до їхньої ж громадянської ініціативи та встановив зобов'язання досягти Швейцарією вуглецевої нейтральності до 2050 року. На федеральних виборах у жовтні 2023 року екологічні теми вже не домінували в порядку денному, що призвело до втрати підтримки зелених. Партія зелених знизила результат до 9,8 % голосів й отримала 23 депутатські мандати (на 5 менше, ніж у 2019 році), опустившись на п'яте місце серед партій Національної ради. Паралельно знизилась і частка зелених у верхній палаті (Раді кантонів), де через мажоритарну систему вони традиційно представлені слабше. Попри спад підтримки у 2023 році, за підсумками понад 40 років існування партія міцно закріпилась у політичній системі Швейцарії, ставши невід'ємною частиною її лівоцентристського табору.

## Ідеологія та програма
Партія зелених Швейцарії дотримується ідеології зеленої політики, поєднуючи охорону довкілля із лівоцентристськими соціальними та економічними підходами. Згідно з програмними засадами, основними пріоритетами партії є: боротьба зі зміною клімату та збереження природних ресурсів, соціальна справедливість і гендерна рівність, а також миролюбна зовнішня політика, заснована на правах людини. Зелені виступають за сталий розвиток, перехід на відновлювані джерела енергії та поетапну відмову від ядерної енергетики. Партія послідовно відстоює розширення державних екологічних регуляцій та підтримку зеленої економіки. В соціально-економічній сфері зелені традиційно підтримують розбудову держави загального добробуту, пропонуючи прогресивні реформи на захист працюючих і вразливих верств. Зокрема, вони відстоювали введення гарантованого базового доходу (єдиною з партій підтримали відповідний референдум 2016 року), виступали за єдину державну систему медичного страхування та гнучкі умови виходу на пенсію. Партія послідовно дотримується феміністичних позицій, вимагаючи реальної рівності прав жінок і чоловіків. Вже 1980-ті зелені включили до програми вимоги легалізації абортів та рівноправності для ЛГБТ-спільноти. За показником жіночого представництва зелені є лідерами серед швейцарських партій: у парламентській фракції після виборів 2019 року близько 60 % становлять жінки.
На міжнародній арені Партія зелених дотримується глобалістського підходу. Вона виступає за активну участь Швейцарії в міжнародних екологічних угодах та за зближення з Європейським Союзом. Деякі зелені підтримували ідею вступу Швейцарії до ЄС у 1990-х та критикують ізоляціоністські тенденції, вважаючи стратегічним зміцнення зв'язків із Європою. Партія є членом Європейської партії зелених (куди входять екологічні партії різних країн Європи, зокрема нечленів ЄС) та всесвітньої мережі Global Greens. 2023 року швейцарські зелені започаткували власну міжнародну секцію для координації роботи зі співвітчизниками за кордоном (International Green Network). Партія підтримує залучення громадян до демократичного процесу незалежно від місця проживання, відстоює зниження віку виборців до 16 років і полегшення набуття громадянства іммігрантами, а також наполягає на державному контролі за електронним голосуванням задля прозорості виборів.

## Участь у владі та вплив
На федеральному рівні Партія зелених традиційно перебуває в опозиції до правлячої коаліції, оскільки жоден її представник поки не входив до складу Федеральної ради Швейцарії. Попри досягнення ~10–13 % підтримки виборців і статус четвертої/п'ятої партії, зелені досі не були допущені до розподілу семи урядових посад за так званою «магічною формулою», яка від 1959 року гарантує місця в уряді лише найстарішим партіям — народникам (ШНП), соціал-демократам (СДП), лібералам (ВДП) і християнським демократам («Центр»). Після успіху 2019 року зелені вперше претендували на урядове крісло, однак їхня кандидатка не отримала підтримки парламенту. У результаті Партія зелених Швейцарії є найбільшою парламентською партією, що не представлена у федеральному уряді.
Водночас на рівні парламентської діяльності та регіональної влади зелені мають суттєвий вплив. У Федеральних зборах вони формують власну фракцію, часто діючи спільно з соціал-демократами і зеленими лібералами заради більшості для прогресивних ініціатив. Попри відсутність в уряді, зелені домоглися реалізації багатьох своїх програмних цілей через законодавчі зміни та референдуми. Наприклад, за активної підтримки зелених було ухвалено Закон про кліматичний захист 2023 року для поступової відмови від викопного палива. Раніше, у 2000-х, зелені спільно з СП та громадськими організаціями домоглися проведення референдумів і законодавчих ініціатив щодо запровадження єдиної державної системи медичного страхування (2007, 2014) та підвищення пенсій (ініціатива «AVSplus», 2016). Хоча деякі з цих пропозицій були відхилені на голосуваннях, вони сприяли приверненню уваги до соціальних проблем.
Партія також виступала організатором та учасником екологічних референдумів: від «Альпійської ініціативи» 1994 року (щодо обмеження транзитного транспорту через Альпи) до новітніх ініціатив з поступової заборони пестицидів і захисту питної води (обидві 2021). Крім того, представники зелених дедалі частіше обираються до урядів кантонів — станом на середину 2020-х Зелені очолюють профільні департаменти в низці кантонів (зокрема, Крістіне Гесслер в Берні, Мартін Нойком у Цюриху, Сільві Бонвен-Сансоннанс у Фрібурі тощо), що свідчить про зростання їхнього авторитету на місцевому рівні. У Федеральній раді поки немає представників Зелених, але партія заявляє про готовність увійти до урядової коаліції, коли електоральна підтримка зелених стане порівнянною з іншими партнерами по коаліції.